# أوجوجو (فلم)
أوجوجو (بالإنجليزية: Ojuju)، هُو فيلم إثارة وزومبي نيجيري صدر سنة 2014 وأخرجه سي جي أوباسي.

## وصلات خارجية
- مقالات تستعمل روابط فنية بلا صلة مع ويكي بيانات